# Бока (Грайц)
Бока (нем. Bocka) — община в Германии, в земле Тюрингия.
Входит в состав района Грайц. Подчиняется управлению Мюнхенбернсдорф. Население составляет 504 человека (на 31 декабря 2010 года). Занимает площадь 6,05 км².
Коммуна подразделяется на 2 сельских округа.